# Rally de San Remo de 1986
El Rally de San Remo de 1986, oficialmente 28º Rallye Sanremo, fue la 28º edición del rally y la decimoprimera ronda de la temporada 1986 del Campeonato Mundial de Rally. Se celebró entre el 13 y el 17 de octubre y contó con un itinerario de 39 tramos sobre asfalto y tierra que sumaban un total de 488 km cronometrados. A pesar de que la prueba estaba en el calendario del campeonato mundial, meses después de su celebración la FISA decidió anular los resultados por lo que retiró los puntos sumados por los pilotos que terminaron la prueba. Tal decisión significó que el título que había logrado inicialmente Markku Alén (Lancia) tras el término del campeonato, fue a parar a manos de su compatriota y rival Juha Kankkunen (Peugeot).

## Desarrollo
A falta de solo tres rallyes para terminar la temporada, el líder del campeonato era el finés Juha Kankkunen que sacaba una ventaja de veinte puntos sobre su compatriota Markku Alén al que solo le valía ganar en San Remo. Para la prueba italiana Peugeot alineó cuatro Peugeot 205 T16: Kankkunen, Salonen, Saby y para Andrea Zanussi que se jugaba el título italiano contra el Lancia de Dario Cerrato. Por su parte Lancia enviaba tres Delta S4 para Alén, Cerrato y Biasion.
En la primera etapa Zanussi y Saby dominaron la prueba, mientras que Alén se retrasaba. En la segunda etapa en los tramos sobre tierra, Alén comenzó a marcar los mejores tiempos y se acercó a Kankkunen que terminó el día liderando la prueba. En la tercera etapa llegó la polémica: los comisarios decidieron descalificar a los tres Peugeot que quedaban en carrera (Salonen se había retirado), por unos listones de madera que llevaban en la parte inferior del chasis y que sostenían un dispositivo de efecto suelo, que sin embargo habían sido usados en las primeras carreras de la temporada. Aunque este dispositivo había sido retirado, debido a la prohibición de la FISA, los soportes no, motivo por el cual fueron excluidos. Peugeot apeló la decisión, puesto que Kankkunen veía comprometido el título y dejaba a Zanussi sin el campeonato de Italia. Todo se interpretó como una maniobra de Lancia, que tras perder el título de constructores quería lograr el de pilotos, y de la FISA, molesta por las críticas de Peugeot por la imposición de los grupos A para 1987.
El 17 de diciembre de ese mismo año y con el título decidido para Alén, la FISA vio ilegal la descalificación de los Peugeot en San Remo, y ante la imposibilidad de recolocar los coches en la clasificación decidió anular los resultados, que le concedió el título a Kankkunen.

## Clasificación final

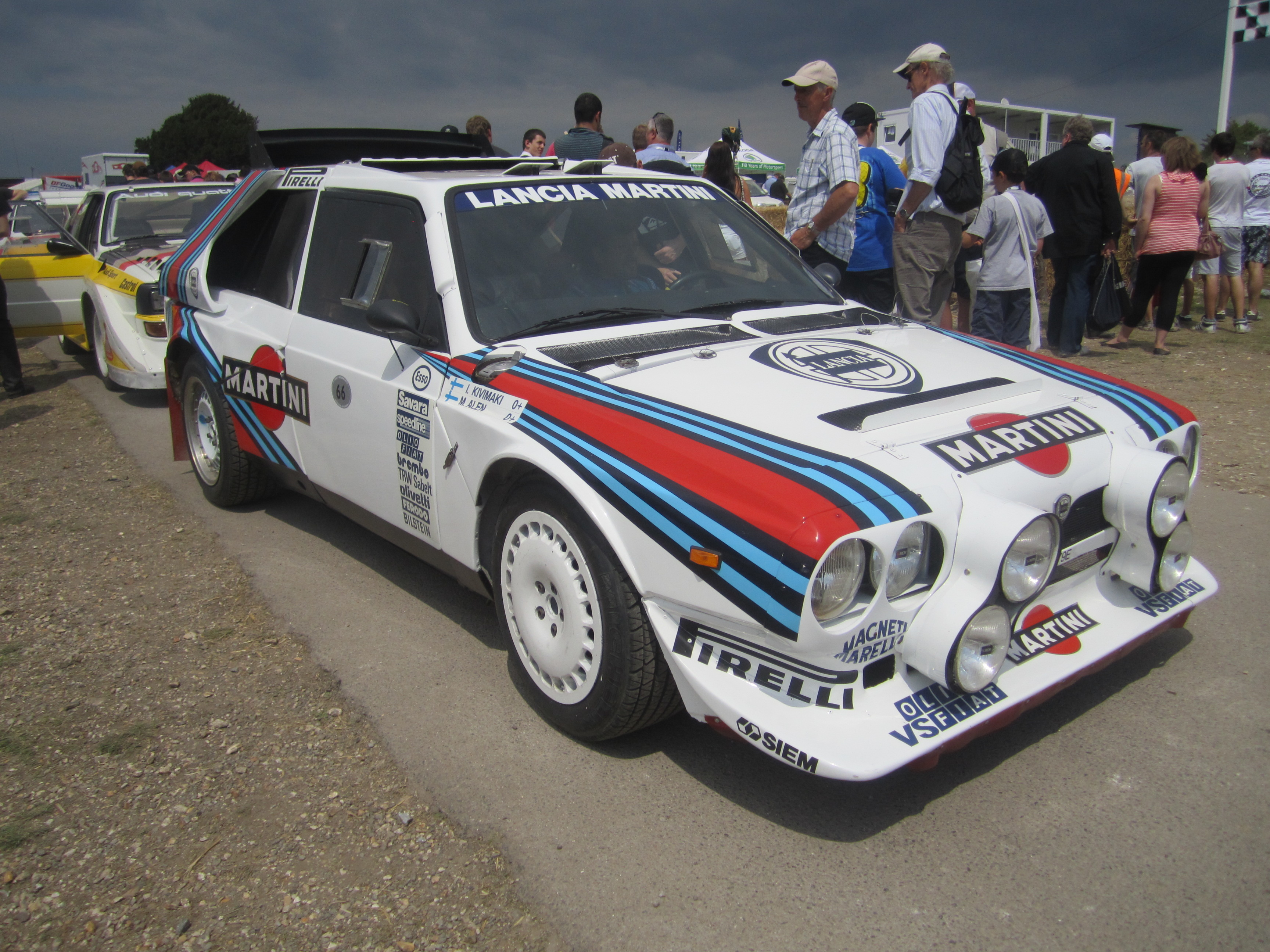
Lancia Delta S4 de Markku Alén. La victoria en San Remo le valió provisionalmente el título mundial hasta que la FIA anuló los resultados finalizada la temporada.

| Pos. | Piloto             | Copiloto             | Automóvil               | Tiempo  | Diferencia |
| ---- | ------------------ | -------------------- | ----------------------- | ------- | ---------- |
| 1    | Markku Alén        | Ilkka Kivimäki       | Lancia Delta S4         | 5:31.35 | 0.0        |
| 2.   | Dario Cerrato      | Giuseppe Cerri       | Lancia Delta S4         | 5:32.53 | +1.18      |
| 3.   | Miki Biasion       | Tiziano Siviero      | Lancia Delta S4         | 5:33.17 | +1.42      |
| 4.   | Malcolm Wilson     | Nigel Harris         | MG Metro 6R4            | 5:38.37 | +7.02      |
| 5.   | Kenneth Eriksson   | Peter Diekmann       | Volkswagen Golf GTI 16V | 6:07.28 | +35.33     |
| 6.   | Ladislav Křeček    | Bořivoj Motl         | Škoda 130LR             | 6:28.12 | +56.37     |
| 7.   | Alex Fiorio        | Luigi Pirollo        | Fiat Uno Turbo          | 6:28.44 | +57.09     |
| 8.   | "Tchine"           | Gilles Thimonier     | Opel Manta 400          | 6:29.29 | +57.54     |
| 9.   | Svatopluk Kvaizar  | Jiří Janeček         | Škoda 130LR             | 6:33.13 | +1:01.38   |
| 10.  | Livio Lupidi       | Demetrio Davanzo     | Renault 5 GT Turbo      | 6:36.16 | +1:04.41   |
| 11.  | Alberto Bigo       | Maurizio Barbotti    | Toyota Corolla          | 6:36.22 | +1:04.47   |
| 12.  | Vareno Grassini    | Stefano Rossi        | Opel Kadett GSI         | 6:39.23 | +1:07.48   |
| 13.  | Giorgio Bernocchi  | Mario Tavazza        | Opel Manta 400          | 6:41.18 | +1:09.43   |
| 14.  | Federico Ormezzano | Betty Tognana        | Toyota Celica GT        | 6:42.09 | +1:10.34   |
| 15.  | Rudi Stohl         | Ernst Röhringer      | Audi Coupé Quattro      | 6:43.00 | +1:11.25   |
| 16.  | Paolo Sottosanti   | Nico De Dominici     | Peugeot 205 GTI         | 6:49.37 | +1:18.02   |
| 17.  | Flaminio Martino   | Marcella Balestrieri | Audi 80 Quattro         | 6:50.05 | +1:18.30   |
| 18.  | Paolo Duberti      | Lucia Dominoni       | Peugeot 205 GTI         | 6:51.56 | +1:20.21   |
| 19.  | Lorenzo Ricci      | Nicoletta Venturi    | Opel Manta GT/E         | 6:53.25 | +1:21.50   |
| 20.  | Gerolamo Pelli     | Luciano Zangrandi    | Peugeot 205 GTI         | 6:55.50 | +1:24.15   |

- Referencia[1]